# Concavocephalus
Concavocephalus é um gênero de aranhas da família Linyphiidae descrito em  1989.